# Día Grande de Jujuy
El Día Grande de Jujuy o Batalla de León fue una heroica batalla llevada a cabo por el Pueblo Jujeño el 27 de abril de 1821 en el territorio provincial, bajo las órdenes de José Ignacio Gorriti en el marco de la Guerra de Independencia de la Argentina, contra el Ejército Realista del Perú, fiel al rey de España, comandado por el brigadier Pedro Antonio de Olañeta.

## Situación en el Norte Argentino en abril de 1821
En 1821, el actual territorio jujeño había quedado indefenso: en 1819, el débil  Directorio de las Provincias Unidas del Río de la Plata estaba próximo a ser suprimido. El Ejército del Norte se había retirado al sur para combatir la sublevación del Litoral, dejando sólo una reserva en San Miguel de Tucumán. Una revolución en esa ciudad llevó al arresto del coronel Domingo Arévalo, al gobernador Feliciano de la Mota Botello y al general Manuel Belgrano; ese día el cabildo tucumano puso al mando al coronel Bernabé Aráoz, quien se apoderó de las armas y de gran parte de las tropas del Ejército, y meses más tarde crearía la República del Tucumán. Sin embargo, la ciudad de Santiago del Estero se negó a formar parte de esa república y creó, bajo la dirección de Juan Felipe Ibarra, la provincia de Santiago del Estero. Tras pedir a Aráoz la entrega de las armas del Ejército del Norte y recibir un pedido de auxilio de Ibarra, las tropas de Salta y Jujuy fueron enviadas por el gobernador Martín Miguel de Güemes a Tucumán, donde fueron derrotados.
Aprovechando esta situación de indefensión de los jujeños, y los conflictos de las Provincias Unidas del Río de la Plata, el ejército realista al mando del brigadier general Pedro Antonio Olañeta y el coronel Guillermo Marquiegui, bien pertrechado y rearmado con 2500 soldados, intentó establecer su dominio sobre la frontera Norte, iniciando la invasión el 10 de marzo de 1821, por la Quebrada de Humahuaca.

## El ataque realista, el general Gorriti y las milicias jujeñas
A lo largo de la Quebrada, el ejército realista fue atacado por partidas de gauchos en numerosos pequeños combates, lo que demoraría su avance hasta mediados de abril: se produjeron varios encuentros, incluyendo los ocurridos en Humahuaca, Laguna Colorada, San Lucas, Valle Grande, Uquía y Tilcara. Pese a ello, Marquiegui, jefe de la vanguardia, llegó a las inmediaciones de la ciudad de Jujuy el 15 de abril de 1821; no obstante, por falta de apoyo y para no quedar cercado en la ciudad, retrocedió hasta incorporarse al grueso del ejército de Olañeta cuando éste se hallaba en las cercanías de la localidad de León, unos 25 km al norte de la ciudad de Jujuy.
El general doctor José Ignacio Gorriti, gobernador delegado en ausencia de Güemes, se hizo cargo el 24 de abril de todas las tropas próximas a Jujuy y convocó a los gauchos jujeños de la zona de los Pericos, Palpalá y Los Alisos, sumando en total unos 600 hombres, y marchó algunos kilómetros hacia el norte, hasta Yala. Esto fue logrado pese a que el pueblo jujeño estaba exhausto tras sufrir siete invasiones realistas desde 1810, librar 87 batallas en su territorio y sufrir un éxodo; la población masculina de Jujuy había disminuido en un tercio durante la Guerra Gaucha. La falta de recursos por las contribuciones patrióticas que solicitaba Güemes y la interrupción del comercio con el Alto Perú agravaban la situación.
Todo indica que el punto de concentración de fuerzas en Yala fue la antigua Sala de Vargas, aún en pie, que pertenecía a los dominios de la madre de Güemes, Magdalena Goyechea; la otra estancia vecina de Yala pertenecía a una familia simpatizante del general Pedro Antonio Olañeta, de Marquiegui y los realistas.

## El triunfo de la batalla de León
El general Gorriti llevó la columna patriota remontando por la Quebrada de León, 9 kilómetros río arriba, hasta el campamento realista que se ubicaba a la vera del río y poblado del mismo nombre, y le presentó batalla. En la madrugada del 27 de abril de 1821, las tropas patriotas sorprendieron esa vanguardia realista; el encarnizado combate duró más de un día, resultando en la completa victoria de las tropas jujeñas, y en numerosas bajas, de las que no hay completo registro. Los jujeños tomaron cerca de 400 prisioneros, 4 jefes y 12 oficiales –entre ellos el coronel Marquiegui y su hermano Felipe, cuñados del brigadier realista Olañeta– y obtuvieron cabalgaduras, vituallas, armamento y munición para seguir resistiendo si hiciera falta.
Enterado de la derrota en la Batalla de León, Olañeta intentó contraatacar con el grueso de las fuerzas por Tiraxi, para reconquistar botín y prisioneros, pero el general Gorriti le exigió capitular y retirarse, bajo amenaza de fusilar inmediatamente a sus cuñados los Marquiegui y, si ello no bastara, al resto de los prisioneros. Esta previsora e inteligente medida estratégica derivó en la retirada del ejército realista hasta Moxos, actual Bolivia, dejando no obstante una vanguardia realista de 300 hombres en Yavi, a cargo del coronel José María Valdez, alias Barbarucho, quien atacaría Salta pocas semanas después, ocasión en que fue herido de muerte el gobernador, general Güemes.

## Consecuencias
Esta victoria mereció el título de «Día Grande de Jujuy» debido a que el pueblo jujeño, por propia iniciativa e impulsados por el amor a su patria, obtuvieron una victoria sobre el ejército realista, pese a estar diezmados por el continuo batallar y exhaustos de recursos, sin auxilio alguno del disuelto Ejército del Norte ni de las fuerzas güemesinas. Tras la derrota del gobierno central de las Provincias Unidas en Cepeda, y la fallida Constitución unitaria de 1819 había sido disuelto el Directorio, dando comienzo al período denominado Anarquía del Año XX, largo período durante el cual no hubo gobierno central.
Según el historiador y militar Emilio Bidondo, el 27 de abril de 1821, Día Grande de Jujuy, constituye una verdadera epopeya y fiesta civil, de dimensiones y heroicidad que superan o igualan al Éxodo Jujeño, para la Argentina toda y ejemplo. Contrasta con la actitud de otras provincias que diera lugar a la Anarquía y guerra civil entre unitarios y federales, que desangraron en sus comienzos a la Nación Argentina y no se superaron hasta casi 60 años después, cuando la federalización de Buenos Aires dio fin a las guerras intestinas.
Por ello la provincia de Jujuy recibe el distintivo de «Escudo de la Patria», y gana un precedente para su autodeterminación en esta batalla contra los realistas, sin enfrentarse con el poder central ni provincias hermanas.